# Space age pop
Space age pop ("pop dell'era spaziale") noto anche con i nomi bachelor pad music e space age bachelor pad music, è un genere musicale  associato ad alcuni compositori e cantautori messicani e statunitensi, attivi durante il periodo a cavallo fra gli anni cinquanta e sessanta noto, appunto, come era spaziale. Viene anche considerato come un sinonimo di lounge.

## Caratteristiche
Era uno stile musicale che prendeva ispirazione dallo spirito ottimista dovuto al boom economico e tecnologico di quegli anni, e all'eccitazione generale dovuta alle prime incursioni spaziali. Il giornalista Irwin Chusid dichiarò che lo space age pop ebbe il suo momento culminante "pressappoco fra il 1954 e il 1963 - dall'alba delle tecnologie ad alta fedeltà all'arrivo dei Beatles". Tuttavia, la prima opera musicale di Space Age risale al 1947, anno in cui Les Baxter realizza per la Capitol Records su composizioni di Harry Revel l'avveniristico album Music out of the moon, tra i primissimi esempi di concept album dalle impronte marcatamente jazzistiche, e in cui introduce per la prima volta in un organico il theremin (suonato da Dr. Samuel Hoffmann, primo e unico therminista swing), coordinandolo con il coro.  
Questa musica non viene classificata in base a un singolo stile musicale, e non è sempre facile da categorizzare; questo perché vi sono numerosi stili musicali e musicisti che possono essere riconosciuti come parte della sua influenza: compositori classici quali Ravel, Debussy e Ketelbey, il jazz di Duke Ellington, Stan Kenton e George Shearing; la musica tradizionale africana, indiana e caraibica; le sperimentazioni acustiche e musicali di Raymond Scott; le orchestrazioni romantiche di Jackie Gleason e, naturalmente, la musica pionieristica di Les Baxter, considerato a tutti gli effetti il padre fondatore di questo stile. Siano da linea guida soprattutto i suoi album alfine di comprendere questo genere in maniera esaustiva. Lo space age pop può essere considerato un precursore della space music.
Lo space age pop ha portato numerose innovazioni nella musica popolare. I suoi LP prodotti durante i primi anni cinquanta includono alcuni dei primi esempi di concept album, e alcuni dei primi dischi registrati in quadrifonia con la tecnica surround.
Sebbene la musica space age pop possa essere realizzata grazie a numerosi e possibili approcci stilistici, il ritmo, le composizioni, e l'arrangiamento presentano sempre alcuni punti in comune. Per esempio, molti compositori di quel genere usano un'orchestra d'archi per dare "calore" e "colore" ai suoni realizzandoli con una sezione dedicata alle percussioni latino-americane. Vengono spesso usate tastiere che spaziano dalle marimbas agli organi, e viene adoperato occasionalmente il theremin. Gli arrangiamenti strumentali sono generalmente molto originali, e vogliono trasmettere un fascino giocoso e colmo di senso dello humour. Le copertine degli album presentano solitamente immagini ispirate al modernismo e allo spazio.
I compositori di questo stile usano generalmente standard della musica jazz quale fondamento per i loro lavori e registrazioni (ad esempio Harlem Nocturne di Earle Hagen e Dick Rogers, Caravan di Juan Tizol, e Autumn Leaves di Joseph Kosma), ma ci sono anche casi di album di composizioni totalmente originali come Space Escapade di Les Baxter del 1958. Nello space age pop vengono anche interpretati brani di musica classica, spesso con organici ridotti rispetto alle versioni originali. Il primo caso di sintesi orchestrale in tale ambito fu introdotto da Andre Kostelanez già nella seconda metà degli anni '40. 

## La riscoperta degli anni novanta
Dopo essere stato dimenticato a partire dal 1963, lo space age pop subì un improvviso aumento della popolarità nei primi anni novanta. Fra coloro che maggiormente contribuirono a ri-diffondere lo stile vi fu Irwin Chusid che iniziò a trasmettere, durante gli anni ottanta, dischi di artisti Space age pop tramite l'emittente radiofonica WFMU. A conferma del successo dell'operazione commerciale di Chusid, vi fu l'antologia Space-Age Bachelor Pad Music (1994), del compositore Juan García Esquivel che vendette 70,000 copie Il gruppo musicale underground pop degli Stereolab pubblicò Space Age Batchelor Pad Music nel 1993, un EP al quale viene generalmente attribuito un aumento della popolarità della formazione. Ma la grossa affermazione arriva dalla seconda metà degli anni '90 con la serie Ultra Lounge per opera della Capitol Records, una serie di Cd tematici contenenti molti dei brani più rilevanti in versione rimasterizzata. A partire dagli anni Dieci del nuovo millennio, una formazione che ha ripreso lo stile è il complesso di jazz vocale dei Randy Van Horne Singers.